# 韩喜主
韩喜主（韩语： Han Heeju，1997年9月2日—），生于京畿道議政府市，韩国女子柔道运动员，2018年亚洲运动会女子63公斤级铜牌得主、2021年亚洲柔道锦标赛女子63公斤级金牌得主。